# Kenongosari
Kenongosari is een bestuurslaag in het regentschap Tuban van de provincie Oost-Java, Indonesië. Kenongosari telt 2403 inwoners (volkstelling 2010).